# Hayoceros
Hayoceros é um gênero de antilocapra extinta do Nebraska, EUA. Tinha 1,80 de comprimento e tinha quatro chifres, arranjados em dois pares, o primeiro par era bifurcado e localizava-se acima dos olhos, o segundo era mais longo, localizado na parte traseira do crânio e não bifurcado. É muito provável, que os machos usaram estes para lutar em uma forma similar às antilocapras modernas, travando os chifres e um empurrando o outro.